# 407
407（四百七、よんひゃくしち、よんひゃくなな）は自然数、また整数において、406の次で408の前の数である。

## 性質
- 407は合成数であり、約数は 1, 11, 37, 407 である。
  - 約数の和は456。
  - 素数を除いて σ(n) − n が平方数になる27番目の数である。1つ前は386、次は477。ただしσは約数関数。(オンライン整数列大辞典の数列 A048699)
- 407 = 43 + 03 + 73
  - 13番目のナルシシスト数である。1つ前は371、次は1634。(1634 = 14 + 64 + 34 + 44) (オンライン整数列大辞典の数列 A005188)
  - 各桁の立方和が元の数になる5番目の数で最大数である。1つ前は371。(オンライン整数列大辞典の数列 A046197)
  - 各桁の累乗和が元の数になる13番目の数である。1つ前は371、次は1634。(オンライン整数列大辞典の数列 A023052)
  - 407 = 43 + 73
    - 2つの正の数の立方数の和で表せる24番目の数である。1つ前は370、次は432。(オンライン整数列大辞典の数列 A003325)
    - 異なる2つの正の数の立方数の和で表せる19番目の数である。1つ前は370、次は468。(オンライン整数列大辞典の数列 A024670)
    - n = 3 のときの 4n + 7n の値とみたとき1つ前は65、次は2657。(オンライン整数列大辞典の数列 A074613)
- 128番目の半素数である。1つ前は403、次は411。
  - 半素数がハーシャッド数になる11番目の数である。1つ前は247、次は481。
- 109番目のハーシャッド数である。1つ前は405、次は408。
  - 11を基とする3番目のハーシャッド数である。1つ前は308、次は506。
- 各位の和が11になる37番目の数である。1つ前は380、次は416。
- 1～22までの約数の和である。1つ前は371、次は431。
- 1/407 ＝ 0.002457… (下線部は循環節で長さは6)
  - 逆数が循環小数になる数で循環節が6になる57番目の数である。1つ前は390、次は416。
- 407 = 242 − 169
  - n = 24 のときの n2 − 132 の値とみたとき1つ前は360、次は456。(オンライン整数列大辞典の数列 A132768)

## その他 407 に関連すること
- 西暦407年
- プジョー・407 - 乗用車の車種。